# Periclimenes perlucidus
Periclimenes perlucidus är en kräftdjursart som beskrevs av Bruce 1969. Periclimenes perlucidus ingår i släktet Periclimenes och familjen Palaemonidae. Inga underarter finns listade i Catalogue of Life.